# Joao Eboli
Giovanni Eboli, detto Joāo (Sanza, 7 maggio 1853 – Rio de Janeiro, 8 agosto 1923), è stato un medico italiano.

## Biografia
Originario di Sanza, dopo gli studi in medicina in Italia, ha vissuto e operato in Brasile, prima a Santos e poi a Rio de Janeiro, dove è deceduto l'8 agosto del 1923. Ha partecipato attivamente alla lotta abolizionista repubblicana in Brasile.
Durante la sua permanenza a Santos, si è distinto particolarmente per le opere benefiche ed il contributo dato allo sviluppo della città. 
Ha introdotto i tram a trazione animale (bondes a tração animal), per conto dell'Impresa Ferro-Carril Santista, ha portato la luce elettrica nelle strade cittadine ed ha fondato la Casa Bancária Éboli & Cia. È stato anche sindaco della Città dal settembre 1892 a febbraio 1893.
Come medico, specialista in oculistica, ha prestato servizio nell'ospedale di Santos e, dopo la concessione del titolo “benemérito”, nel mese di luglio del 1900, un suo ritratto è stato collocato nella “Santa Casa de Misericórdia”  . Il Comune di Santos gli ha, inoltre, dedicato una strada.
La sua casa (https://web.archive.org/web/20160314111823/http://www.panoramio.com/photo/44007987), costruita sul luogo più antico della città, l'Outeiro de Santa Catarina, ospita oggi la Fundação Arquivo e Memória de Santos (Fondazione Archivio e Memoria di Santos) .